# Jestem taka, a nie inna
Jestem taka, a nie inna – składanka przebojów Violetty Villas wydana w 1997 roku. 

## Spis utworów
1. Jestem taka a nie inna (H. Klejne – K. Winkler) 1963
2. Szesnaście lat (R. Sielicki – M. Łebkowski, T. Urgacz) 1963
3. Uśmiechem miłość się zaczyna (J. Vidal – K. Kord) 1966
4. Nie myśl o mnie źle (E. Pałłasz – J. Korczakowski) 1966
5. Jak nie to nie (E. Pałłasz – J. Zalewski) 1966
6. Nic nikomu nie mów (W. Szpilman – K. Winkler) 1965
7. Kokosy (W. Szpilman – K. Winkler) 1965
8. Mazurskie wspomnienia (M. Sart – A. Tylczyński) 1965
9. Figa z makiem (A. Parys – Z. Kaszkur, Z. Oszczęsny) 1965
10. Kocham Jurka (E. Czerny – J. Dumnicka) 1966
11. Bardzo proszę idź (W. Szpilman – R. Sadowski) 1966
12. Zegar z kukułką (M. Sart – A. Hosper) 1962
13. Ożeń się Johnny (H. Klejne – T. Urgacz) 1962
14. Meksykańska corrida (A. Wiernik – J. Miller) 1963
15. Zorro (A. Januszko – T. Urgacz) 1963
16. To mówią marakasy (R. Orłow – K. Wolińska) 1962
17. Niezwykły dzień (J. Czekalla – K. Winkler) 1962
18. Spójrz prosto w oczy (W. Piętowski – K. Winkler) 1962
19. Wiatraki na wzgórzach (A. Markiewicz – T. Ress) 1962
20. Gwiazdka z nieba (B. Klimczuk – T. Urgacz) 1961
21. Dla Ciebie miły (R. Sielicki – M. Łebkowski) 1961
22. Szczęścia nie szukaj daleko (J. Wasowski – J. Miller) 1961